# Leucochrysa (Nodita) gloriosa
Leucochrysa (Nodita) gloriosa is een insect uit de familie van de gaasvliegen (Chrysopidae), die tot de orde netvleugeligen (Neuroptera) behoort. 
Leucochrysa (Nodita) gloriosa is voor het eerst wetenschappelijk beschreven door Banks in 1910.